# Anapsectra berothoide
Anapsectra berothoide is een insect uit de familie van de bruine gaasvliegen (Hemerobiidae), die tot de orde netvleugeligen (Neuroptera) behoort. 
Anapsectra berothoide is voor het eerst wetenschappelijk beschreven door Monserrat in 1992.